# Guillermo Vázquez Maradiaga
Guillermo Vázquez Maradiaga (Ciudad de México, México, 1 de junio de 1997) es un futbolista mexicano, juega como delantero y actualmente se encuentra sin equipo.

## Trayectoria

### Inicios y UNAM
En el 2012 se da su llegada a las fuerzas básicas del Club Universidad Nacional en la categoría Sub-15, años después sube a la categoría Sub-17.
Para el Apertura 2015 asciende al equipo de Segunda División. Su debut con el equipo se da el 21 de agosto ante Albinegros de Orizaba en la jornada dos del torneo de liga arrancando como suplente y entrando al minuto 84' al final su equipo ganaría el encuentro por marcador de 2-0, semanas después el 11 de septiembre arranca como suplente ante Atlético Veracruz y entra de cambio al minuto 69', su equipo terminaría ganando el encuentro por marcador de 5-1.

## Estadísticas
| UNAM Premier · México                                   | 3ª            | 2015-16       | 8 | 1 | - | - | - | - | 8  | 1 |
| UNAM Premier · México                                   | Total club    | Total club    | 8 | 1 | - | - | - | - | 8  | 1 |
| C. A. Zacatepec · México                                | 3ª            | 2017          | 0 | 0 | 2 | 0 | - | - | 2  | 0 |
| C. A. Zacatepec · México                                | Total club    | Total club    | 0 | 0 | 2 | 0 | - | - | 2  | 0 |
| Total carrera                                           | Total carrera | Total carrera | 8 | 1 | 2 | 0 | 0 | 0 | 10 | 1 |
| (1)Incluye datos de la Copa México. (2)Incluye datos de |               |               |   |   |   |   |   |   |    |   |